# Rio Lajeado Bonito
Der Rio Lajeado Bonito ist ein etwa 31 km langer linker Nebenfluss des Rio Tibaji im Inneren des brasilianischen Bundesstaats Paraná.

## Geografie

### Lage
Das Einzugsgebiet des Rio Lajeado Bonito befindet sich auf dem Segundo Planalto Paranaense (Zweite oder Ponta-Grossa-Hochebene von Paraná).

### Verlauf
Sein Quellgebiet liegt im Munizip Ortigueira auf 843 m Meereshöhe etwa 5 km westlich des Puma-Klabin-Werks (Papier- und Zellstoffherstellung) in der Nähe der PR-340 und der Eisenbahnzweigstrecke, die das Werk mit der Estrada de Ferro Central do Paraná verbindet. 
Der Fluss verläuft zunächst auf seinen ersten drei Kilometern nach Nordwesten und wendet sich dann in rechtem Winkel nach Nordosten. Er mündet auf 611 m Höhe am südlichen Ende des Mauá-Stausees (Wasserkraftwerk Governador Jayme Canet Júnior) von links in den Rio Tibaji. Er ist etwa 31 km lang.

### Munizipien im Einzugsgebiet
Der Rio Lajeado Bonito verläuft vollständig innerhalb des Munizips Ortigueira.